# Cuttura
Cuttura är en kommun i departementet Jura i regionen Bourgogne-Franche-Comté i östra Frankrike. Kommunen ligger i kantonen Saint-Claude som tillhör arrondissementet Saint-Claude. År 2018 hade Cuttura 327 invånare.

## Befolkningsutveckling
Antalet invånare i kommunen Cuttura
Referens:INSEE